# Sōgetsu Hall

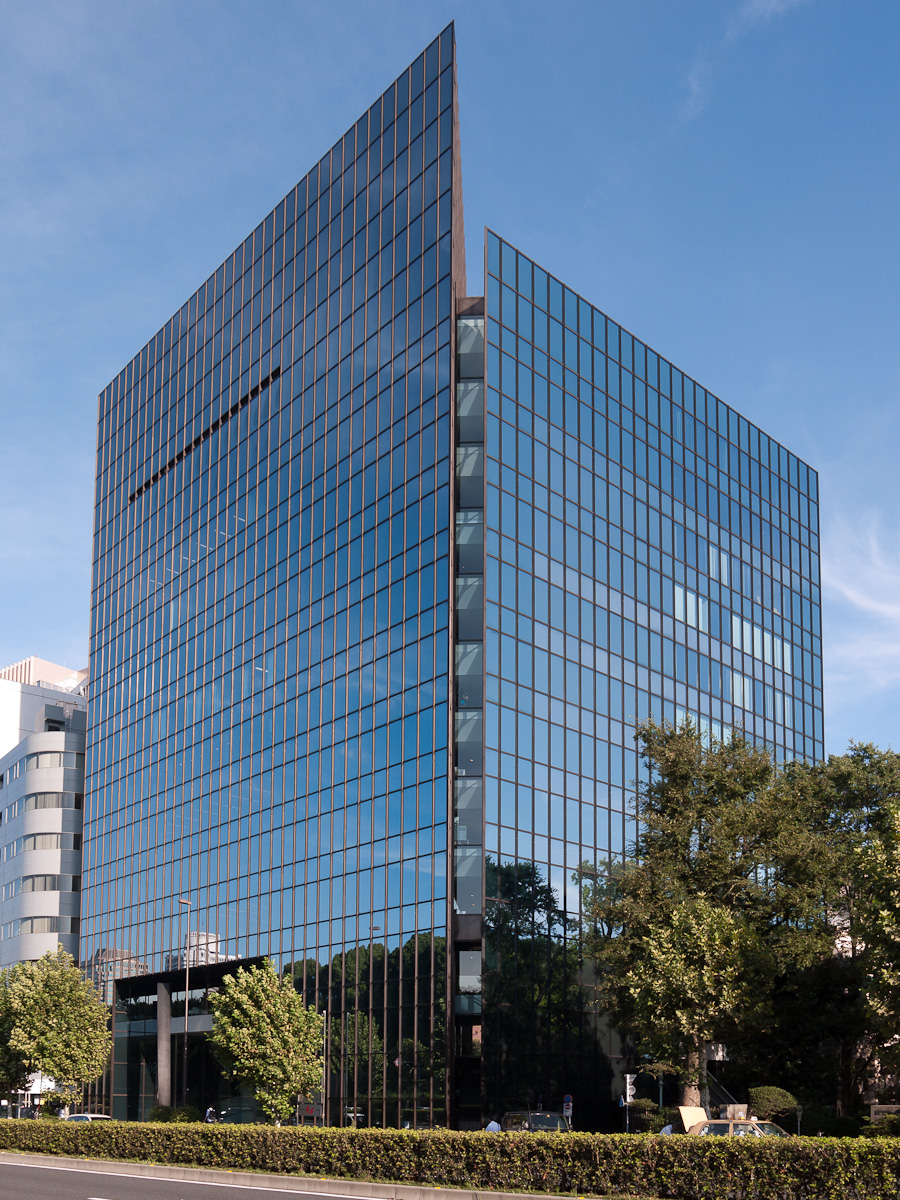
Das Sōgetsu-Gebäude

Die Sōgetsu Hall (japanisch 草月ホール, Sōgetsu Hōru) ist eine Halle innerhalb des Sōgetsu-Gebäudes im Tokioter Stadtteil Akasaka.
Anlässlich des 50-jährigen Bestehens der Sōgetsu Ikebana-Schule wurde für den Sitz der Gesellschaft 1977 ein neues Gebäude errichtet, dessen Tiefgeschoss von einem Auditorium mit 350 Sitzplätzen eingenommen wird. Die hochgewölbte Decke des Auditoriums bildet den stufenförmig gestalteten „Fußboden“ der Halle, die von Isamu Noguchi mit Granitformen geschmückt wurde, in denen Wasser fließt. Die Halle wird für Ikebana-Ausstellungen genutzt, wobei ihre Größe und besondere Form attraktive Präsentationen der oft meterhohen Gebilde unterstützt.
Architekt war Kenzō Tange, der das Gebäude außen mit durchgehenden Glaswänden versah. Eine architektonische Besonderheit ist der Diagonalschnitt durch das Gebäude, der an den Enden als hohe schmales Fenster ausgebildet eine besondere Verbindung mit der Außenwelt ermöglicht. In dem Gebäude sind neben der Halle, dem Auditorium und einem Restaurant Bara („Rose“) die Unterrichtsräume und die Verwaltung der Schule untergebracht. Der größte Teil ist jedoch vermietet.

## Anmerkung
1. ↑  In unmittelbarer Nähe des an der Aoyama-dōri gelegenen Bauwerks befindet sich das Deutsche Kulturzentrum/OAG-Haus.
2. ↑  Die Sōgetsu-Schule wurde 1927 von Sōfū Deshigawara (1900–1979) gegründet. (Sōgetsu = „Gras und Mond“ ist einer der poetischen Begriffe, die typisch für Japan sind. Es gibt auch ein Gebäck dieses Namens.) Diese Schule unterscheidet sich von den klassischen Schulen aus der Muromachi-/Edo-Zeit durch freiere Formen und Einbeziehung neuer Materialien.

## Weblink
- Sōgetsu-Schule (japanisch)

Koordinaten: 35° 40′ 26,9″ N, 139° 43′ 45,5″ O